# Ivkivți, Ciîhîrîn
Ivkivți (în ucraineană Івківці) este un sat în comuna Medvedivka din raionul Ciîhîrîn, regiunea Cerkasî, Ucraina.

## Demografie
Componența lingvistică a localității Ivkivți
     Ucraineană (97,76%)
     Rusă (2,24%)
Conform recensământului din 2001, majoritatea populației localității Ivkivți era vorbitoare de ucraineană (97,76%), existând în minoritate și vorbitori de rusă (2,24%).